# A végzet ereklyéi: Csontváros
Az A végzet ereklyéi: Csontváros  (eredeti cím: The Mortal Instruments: City of Bones) 2013-ban bemutatott kanadai-német akció-kaland science fantasy film, Cassandra Clare A végzet ereklyéi című könyvsorozatának első kötetének adaptációja. A film a modern New York városában játszódik, rendezője Harald Zwart, főszereplői Lily Collins, Jamie Campbell Bower, Robert Sheehan, Kevin Zegers, Jemima West, Godfrey Gao, Lena Headey, Jonathan Rhys Meyers, Aidan Turner, Kevin Durand és Jared Harris.
A filmet 2013. augusztus 21-én mutattatták az Amerikai Egyesült Államokban és az Egyesült Királyságban, a Screen Gems, illetve az Entertainment One forgalmazásában.
A végzet ereklyéi: Csontváros 90 565 421 dolláros bevételt hozott, 60 millió dolláros költségvetéssel. Az A végzet ereklyéi: Csontvárost 2013. december 3-án jelentette meg a Sony Pictures Home Entertainment DVD-n és Blu-rayen.

## Szereplők
| Színész              | Szereplő              |
| -------------------- | --------------------- |
| Lily Collins         | Clary Fray            |
| Jamie Campbell Bower | Jace Wayland          |
| Robert Sheehan       | Simon Lewis           |
| Kevin Zegers         | Alec Lightwood        |
| Lena Headey          | Jocelyn Fray          |
| Aidan Turner         | Luke Garroway         |
| Kevin Durand         | Emil Pangborn         |
| Jemima West          | Isabelle Lightwood    |
| Godfrey Gao          | Magnus Bane           |
| C. C. H. Pounder     | Madame Dorothea       |
| Jared Harris         | Hodge Starkweather    |
| Jonathan Rhys Meyers | Valentine Morgenstern |
| Chris Ratz           | Eric                  |
| Robert Maillet       | Samuel Blackwell      |
| Stephen R. Hart      | Jeremiah testvér      |
| Elyas M’Barek        | Raphael Santiago      |
| Chad Connell         | Lambert               |
| Harry Van Gorkum     | Alaric, vérfarkas     |

## Fogadtatás
Az A végzet ereklyéi: Csontváros negatív kritikai fogadtatásban részesült. A film a Rotten Tomatoes gyűjtőoldalon 125 kritika alapján 14%-os értékelésen áll. Az oldal megjegyezte, hogy az „A végzet ereklyéi: Csontváros látszólag az elmúlt 30 év összes fantasy franchise-ából kölcsönöz alkotóelemeket, azonban nem úgy tűnik, hogy tudná. hogy mit is kéne ezekkel kezdeni.” A film a Metacriticen 35 értékelés alapján 33%-on áll.

## Videójáték
A Sony Pictures a film népszerűsítése érdekében megbízta a PlayFirst stúdiót egy Csontváros-játék elkészítésével. A játék 2013. augusztus 15-én jelent meg Android és iOS mobil operációs rendszereket futtató készülékekre.